# 佐藤歳二
佐藤 歳二（さとう としじ、1936年4月23日 - ）は、日本の裁判官、弁護士。東京地方裁判所部総括判事、最高裁判所上席調査官、司法研修所上席教官、横浜地方裁判所所長、早稲田大学法学部特任教授、司法協会理事長、TMI総合法律事務所顧問弁護士等を歴任。

## 人物・経歴
1955年秋田県立角館高等学校卒業。1959年中央大学法学部卒業。1964年裁判官任官、仙台地方裁判所判事補。東京地方裁判所判事、司法研修所教官（民事裁判担当）、東京地方裁判所判事、最高裁判所事務総局民事局第一課長兼第三課長、東京地方裁判所部総括判事、司法研修所教官（第一部裁判官担当・民事）、最高裁判所上席調査官、東京地方裁判所所長代行等を経て、1996年新潟地方裁判所所長。1997年司法研修所上席教官（第一部統括）。1999年横浜地方裁判所所長。2001年東京弁護士会弁護士登録、早稲田大学法学部特任教授。2001年厚生労働省労働保険審査会委員。2004年早稲田大学大学院法務研究科客員教授（専任扱い）。2005年司法協会理事長。2007年桐蔭横浜大学大学院法務研究科客員教授（専任扱い）。2008年総務省電波監理審議会審理官。2015年TMI総合法律事務所顧問弁護士。

## 著書
- 『預託株券等執行・新・電話加入権執行手続の解説 : 民事執行規則の一部を改正する規則の解説』（三村量一と共著）法曹会 1987年
- 『実務保全・執行法講義 債権法編』民事法研究会 2006年
- 『民事模擬裁判ティーチング・マニュアル 初級編』（松村和徳, 菅原郁夫と共編）慈学社出版 2008年
- 『新担保・執行法講座 第4巻』（山野目章夫, 山本和彦と共編）民事法研究会 2009年
- 『新担保・執行法講座 第3巻』（山野目章夫, 山本和彦と共編）民事法研究会 2010年